# Путівник по коханню
«Путівник по коханню» — кінофільм 2011 року.

## Зміст
Героїні фільму загрожує втрата власного сільськогосподарського бізнесу, що стане для її родини непоправним ударом. Останньою надією буде повідомити про свої проблеми всю країну, тому жінка погоджується взяти участь у реаліті-шоу на телебаченні. З часом вона розуміє, що бути зіркою екрану – це її справжнє покликання, і змінює свої погляди на життя.

## Ролі
| Актор               | Роль |
| ------------------- | ---- |
| Паркер Поузі        | -    |
| Андрія Блекмен      | -    |
| Кетрін Ербе         | -    |
| Кейт Джурді         | -    |
| Джей Херрінгтон     | -    |
| Крісті Скотт Кешман | -    |
| Патті Росс          | -    |
| Майкл Пейнс         | -    |
| Дечен Турман        | -    |
| Ніколь Синьйор      | -    |

## Знімальна група
- Режисер — Дерек Естлін Первіс
- Сценарист — Крісті Скотт Кешман
- Продюсер — Майкл Мейлер, Галт Нидерхоффер, Крісті Скотт Кешман